# Wu Tunan
Wu Tunan (xinès simplificat: 吴图南, xinès tradicional: 吳圖南, pinyin: Wú Túnán, altres transcripcions: Wu Tu Nam, Pequín, 19 de febrer de 1884 - 10 de gener de 1989) va ser un gran exponent de les arts marcials xineses. El seu cognom mongol era U La Han, i el seu nom U La Bu.

## Llinatge del Gran Mestre Wu Tunan
El Gran Wu Tunan va néixer l'any 1884, a la província de Pequín, Xina. Els seus pares, bastant ancians al moment del seu naixement, van celebrar amb goig el fet, no obstant això la salut d'aquest nen es trobava molt feble, gairebé a la vora de la mort.
En circumstàncies que el seu avi i el seu pare eren importants oficials de la Dinastia Xina, van tenir l'oportunitat que el mèdic cap que atenia a la família real, doctor Lee, veiés al petit Wu Tunan. Aquest doctor va descobrir en ell moltíssims problemes, així com asma, epilèpsia i d'altres. Als 6 anys, després d'intensos tractaments i d'haver aconseguit una certa recuperació, el doctor Lee va recomanar als seus pares la pràctica d'arts marcials com a teràpia a la seva encara persistent debilitat que el feia presa fàcil de malalties.
Gràcies a la seva amistat amb la família real, va tenir l'oportunitat de començar a practicar Tai Chi Quan amb el Mestre U Tshien Tshen, fill del Maestro U Chuan Liu, qui va anar deixeble del Gran Mestre Yang Lu Chang, expert del Tai Chi Quan i el millor exponent d'aquest art durant 200 anys.
Durant 8 anys el Shizhun Wu Tunan va rebre instrucció del Mestre U Tshien Tshen que el va recomanar després per a un entrenament més elevat amb el Mestre Yang Shao Hou, que era el Major dels nets del Mestre Yang Lu Chang i que en aquells dies era l'instructor a càrrec del Tai Chi Quan de la família real i el millor exponent d'aquest art de la seva generació.
Quatre anys va durar la seva pràctica amb ell, arribant a conèixer la més elevada tècnica anomenada "Ling Kong Jin", que és la màxima demostració de poder del Tai Chi Quan i que consisteix a copejar o botar persones a distància sense necessitat de tocar-les. Va continuar després descobrint altres arts; Pa Kua i Xingyi, arribant a ser un expert en elles. El Gran Shizhun Wu Tunan no vivia de l'ensenyament d'arts marcials, encara que sí va escriure diversos llibres sobre aquest tema, per exemple: "Ciència del Tai Chi Quan", "Tai Chi Tao", "Tai Chi i el coneixement de la longevitat", "Tai Chi amb relació a la Psicologia", "Arts Marcials Xineses", etc.
Era molt bé considerat com a professor en diverses universitats, com la Universitat de Nam King i la Universitat de l'Oest i Nord Unides. Ensenyava Història, Sicología i era metge professional. Era conegut també com a arqueòleg i antropòleg.
Va morir el 1989 a l'edat de 108 anys, sent en aquest moment el màxim exponent de Tai Chi Quan al món.
A la seva tomba hi ha escrit el següent:
| « | Tomba del Shizhun Wu Tunan i de la seva esposa. Mi Shizhun Wu Tunan era mongol; el seu cognom mongol era U Lu Han i el seu nom, U La Bu. Va néixer a Pequín el 19 de febrer de 1884 i va morir el 10 de gener de 1989 a l'edat xinesa de 108 anys. El Shizhun Wu Tunan va ser molt intel·ligent des de petit i va aprendre amb el molt conegut Mestre Yang Shao Hou. Amb el temps el poder del seu art marcial va aconseguir un estàndard: "Ling Kong Jin", podia llançar a una persona a més de 10 metres, sense tocar-la. En aquest llavors era molt conegut a tota la Xina i molts alumnes el van seguir per aprendre Tai Chi. Durant la seva vida el Shizhun Wu Tunan va promoure el Tai Chi i va contribuir a l'Art Marcial de la Xina. El Món de l'Art Marcial el va honrar com el màxim Gran Mestre de les Arts Marcials i Tai Chi per sempre. Nosaltres, els dos únics deixebles especials, Ma Youqing y Sim Pooh Ho, més el deixeble especial indirecte Li Lian (1), estem autoritzats per fer aquesta tomba especial per honrar i recordar la seva contribució. Març de 1989. | » |